# آنتروپوسن
آنتروپوسِن (به انگلیسی: Anthropocene) پیشنهادی برای آغاز یک عصر جدید است. دورانی که سرآغاز تأثیر عمده فعالیت‌های انسان بر اکوسیستم و ساختار زمین‌شناختی سیاره است. تاکنون کمیسیون بین‌المللی چینه‌شناسی و اتحادیه بین‌المللی زمین‌شناسی، آن را به عنوان یک اصطلاح به عنوان بخشی از دوران‌های زمین‌شناختی به رسمیت نشناخته‌اند.
اصطلاح آنتروپوسِن — که نخستین بار توسط دانشمندان شوروی در اوایل دهه ۱۹۶۰ برای اشاره به کواترنر، جدیدترین دوره زمین‌شناسی استفاده شد— در سال ۱۹۸۰ توسط یوجین استورمرِ بوم‌شناس با برداشتی متفاوت به کار گرفته شده و سپس دانشمند شیمی‌دان جوّ پاول کروتزن محبوبیت این عبارت را بیشتر کرد. او رفتارهای بشر را در سده‌های اخیر بسیار قابل ملاحظه می‌دید، خصوصاً بر اتمسفر زمین، چنان تأثیری که بتواند آغازی بر دوران زمین‌شناختی جدیدی باشد. در دی ماه ۱۳۹۵ مقاله‌ای در نشریه ساینس که تحقیقی بود روی آثار جوی، بیولوژیک و ژئوشیمیایی فعالیت‌های بشر روی هسته‌های یخ، او میانه قرن بیستم را به عنوان آغاز دوره آنتروپوسین پیشنهاد کرد. دوره‌ای جدید که باید از دوران هولوسن جدا قلمداد شود.
تا قبل از انقلاب صنعتی در قرن ۱۸ تغییرات محیطی ارتباطی به رفتار انسان نداشتند و نتیجه تغییرات دراز مدت طبیعی مانند تغییر در انرژی خورشیدی یا فعالیت‌های آتشفشانی بودند اما با شروع انقلاب صنعتی رفتار انسان باعث تخریب محیط زیست شده‌است. آنتروپوسین دورانی است که در آن فعالیت‌های انسان باعث شده توانایی کرهٔ زمین برای نظم بخشی به خود در معرض خطر قرار گیرد.